# Гирич Віталій Анатолійович
Віта́лій Анато́лійович Ги́рич (нар. 23 червня 1978, м. Корюківка, Чернігівська область — 14 лютого 2015, смт Луганське, Донецька область) — солдат 13-го мотопіхотного батальйону «Чернігів-1» Збройних сил України, учасник російсько-української війни. Загинув під час російсько-української війни.

## Життєвий шлях
1995 року закінчив Корюківську ЗОШ № 3 (сучасна гімназія). Останнім часом працював верстатником на розпилюванні деревини у корюківському ТОВ «Ванеса».
Мобілізований у квітні 2014-го, гранатометник 13-го окремого мотопіхотного батальйону «Чернігів-1» 1-ї окремої танкової бригади. Пройшов навчання на полігоні в одній з військових частин Чернігівщини, по тому потрапив до зони бойових дій. Перебував у «гарячих точках» Донецької і Луганської областей, брав участь в десятках боїв проти терористів. Підбив ворожу техніку, зокрема, бронемашини.
14 лютого 2015-го зазнав смертельного осколкового поранення в шию — під час артилерійського обстрілу у селищі Луганське.
Без Віталія лишились батьки, дружина, син.
18 лютого 2015-го похований в місті Корюківка.

## Нагороди та вшанування

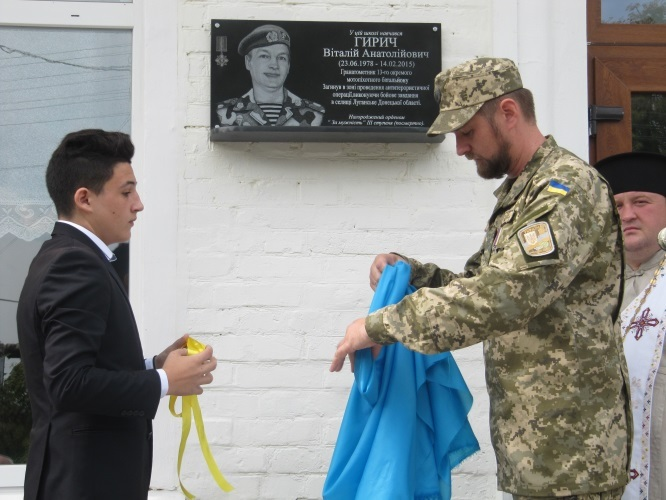
Дошка пам'яті Віталія Гирича в Корюківці

- Указом Президента України № 103/2016 від 21 березня 2016 року — орденом «За мужність» III ступеня (посмертно)[1].
- У серпні 2016-го на будівлі Корюківської гімназії відкрито меморіальну дошку нa честь випускника Віталія Гирича[2].
- В серпні 2016 року, в Парку пам'яті в Корюківці, встановлено пам'ятну дошку[3].